# Pleasant Avenue
Pleasant Avenue est une avenue de  New York.

## Situation et accès
Située dans l'arrondissement de Manhattan dans le quartier d'East Harlem, elle donne au sud sur le Park Jefferson.

## Origine du nom
Elle porte ce nom pour refléter son cadre bucolique et paisible de la voie dans les années 1880.

## Historique
À l'origine, ce tronçon faisait partie de l'Avenue A, mais il en a été isolé par un méandre de la rivière Harlem. Elle a pris son nom actuel vers 1880.
C'est une des dernières rues du quartier italien de Harlem qui a existé entre la fin des années 1890 et les années 1970. Une petite communauté italienne y réside toujours. La rue a longtemps été associée avec la Mafia. 

## Bâtiments remarquables et lieux de mémoire
Elle apparait au cinéma dans le film de Francis Ford Coppola La Parrain (The Godfather).